# Henrique Meirelles
Henrique de Campos Meirelles, né le 31 août 1945, est un homme d'affaires et homme politique brésilien.

## Carrière professionnelle
Henrique Meirelles est un cadre du secteur financier brésilien et international, et ancien président de la Banque centrale du Brésil, fonction qu'il a occupé de 2003 à 2011. Il a présidé le conseil d'administration de J&F Investments (propriétaire de Banco Original, JBS, Vigor et de plusieurs autres entreprises) et est également été membre du conseil d'administration d'Azul Brazilian Airlines. 
Son nom apparait dans les Paradise Papers en 2017.
Il possède une fortune s'élevant à 377,5 millions de réais selon sa déclaration de patrimoine.

## Carrière politique
Il est ministre des Finances du Brésil à partir du 12 mai 2016 au sein du gouvernement de Michel Temer.
Il est le candidat du MDB, le parti au pouvoir, pour l'élection présidentielle de 2018. Bien qu'apprécié des milieux d'affaires, il subit la très grande impopularité du président Michel Temer, dont il tente pendant la campagne de se dissocier. Il obtient 1,2 % des voix.